# Eulalia sandwichensis
Eulalia sandwichensis är en ringmaskart som beskrevs av Uschakov 1975. Eulalia sandwichensis ingår i släktet Eulalia och familjen Phyllodocidae. Inga underarter finns listade i Catalogue of Life.